# Decatropis paucijuga
Decatropis paucijuga là một loài thực vật có hoa trong họ Cửu lý hương. Loài này được (Donn.Sm.) Loes. mô tả khoa học đầu tiên năm 1903.